# ليون تايلور
ليون تايلور (بالإنجليزية: Leon Taylor) هو غطاس بريطاني، ولد في 2 نوفمبر 1977 في شلتنهام في المملكة المتحدة.

## وصلات خارجية
- الموقع الرسمي
- ليون تايلور على موقع الاتحاد الدولي للسباحة (الإنجليزية)
- ليون تايلور على موقع قاعدة بيانات الغوص IAT (الألمانية)
- ليون تايلور على موقع اللجنة الأولمبية الدولية (الإنجليزية)
- ليون تايلور على موقع أوليمبيديا (الإنجليزية)
- ليون تايلور على موقع اللجنة الأولمبية البريطانية (الإنجليزية)
- ليون تايلور على موقع دورة ألعاب الكومنولث 2006 (مؤرشف) (الإنجليزية)